# Ергалиев, Жабал Ергалиевич
Жабал Ергалиевич Ергалиев (каз. Жабал Ерғалиұлы Ерғалиев; род. 30 октября 1952, село Карагаш, Чкаловский район, Кокчетавская область, Казахская ССР) — казахстанский журналист, общественный деятель, депутат сената парламента Казахстана V и VI созывов.

## Биография
Окончил Казахский государственный университет имени С. М. Кирова по специальности «журналист».
1973—1997 гг. — младший литсотрудник, корреспондент, заместитель главного редактора газеты «Кокшетау правдасы».
1997—2005 гг. — главный редактор городской газеты «Көкшетау».
2005—2001 гг. — главный редактор Акмолинской областной газеты «Арқа ажары».
2007—2011 гг. — депутат Акмолинского областного маслихата.
В 2011 году руководил Акмолинским областным штабом кандидата в президенты Республики Казахстан Нурсултана Назарбаева.
2011—2017 гг. — депутат сената парламента Казахстана от Акмолинской области.

## Награды
- Орден «Парасат» (3 декабря 2020 года)[3]
- Орден Курмет (16 декабря 2014 года)
- Заслуженный деятель Казахстана (декабрь 2007 года)
- Дважды награждён Почётной грамотой Республики Казахстан (2000, 2001 годы)
- Благодарственное письмо Первого Президента Республики Казахстан
- Награждён государственными юбилейными медалями Республики Казахстан и др.
- Лауреат премии Союза журналистов Казахстана.
- Лауреат Международной литературной премии имени Жамбыла.
- Почётный гражданин Карасайского района Алматинской области.
- Медаль «За укрепление парламентского сотрудничества» (24 ноября 2016 года, Межпарламентская ассамблея СНГ) — за особый вклад в развитие парламентаризма, укрепление демократии, обеспечение прав и свобод граждан в государствах — участниках Содружества Независимых Государств[4].
- Медаль «МПА СНГ. 25 лет» (27 марта 2017 года, Межпарламентская ассамблея СНГ) — за заслуги в деле развития и укрепления парламентаризма, за вклад в развитие и совершенствование правовых основ функционирования Содружества Независимых Государств, укрепление международных связей и межпарламентского сотрудничества[5].
- Почётная грамота Совета МПА СНГ (26 ноября 2015 года, Межпарламентская ассамблея СНГ) — за активное участие в деятельности Межпарламентской Ассамблеи и её органов, вклад в укрепление дружбы между народами государств — участников Содружества Независимых Государств[6].